# Garrigàs (kommun)
Garrigàs är en kommun i Spanien.   Den ligger i provinsen Província de Girona och regionen Katalonien, i den östra delen av landet, 600 km öster om huvudstaden Madrid. Antalet invånare är 382. Arean är 19,9 kvadratkilometer. Garrigàs gränsar till Vilamalla, Siurana, Palau de Santa Eulàlia, Sant Mori, Vilaür, Bàscara, Pontós och Borrassà. 
Terrängen i Garrigàs är huvudsakligen platt.